# Ångermanlands mellersta domsagas tingslag
Ångermanlands mellersta domsagas tingslag var ett tingslag i Västernorrlands län som omfattade södra delen av nuvarande Sollefteå kommun i den mellersta delen av landskapet Ångermanland. Tingsplats var Sollefteå och Nyland.
Tingslaget bildades år 1948 när de två tidigare tingslagen Boteå och Sollefteå slogs samman. Tingslaget uppgick 1970 i Sollefteå domsagas tingslag.
Tingslaget ingick i Ångermanlands mellersta domsaga bildad 1882.

## Ingående områden

### Socknar
Ångermanlands mellersta domsagas tingslag omfattade tolv socknar.

Hörde till Boteå tingslag före 1948
- Boteå
- Dal
- Styrnäs
- Sånga
- Torsåker
- Ytterlännäs
- Överlännäs

Hörde till Sollefteå tingslag före 1948
- Ed
- Graninge
- Långsele
- Multrå
- Sollefteå landssocken

Dessutom Sollefteå stad som saknade egen jurisdiktion.

### Kommuner (från 1952)
- Boteå landskommun
- Långsele landskommun
- Sollefteå stad
- Ytterlännäs landskommun